# アゼルバイジャン民主共和国

アゼルバイジャン民主共和国
آذربایجان خلق جمهوریتی (アゼルバイジャン語)

国の標語: !بیر کره یوکسلن بایراق، بیر داها ائنمز（アゼルバイジャン語）

一度掲げられた旗は決して降りない国歌: آذربایجان مارشی（アゼルバイジャン語）
アゼルバイジャン行進曲

アゼルバイジャン民主共和国の地図

アゼルバイジャン民主共和国（アゼルバイジャンみんしゅきょうわこく、アゼルバイジャン語: Azərbaycan Xalq Cümhuriyyəti / آذربایجان خلق جمهوریتی）は、1918年から1920年にかけてアゼルバイジャンに存在した国家である。アゼルバイジャン人民共和国とも称する。
ロシア革命にともない、民族主義政党を中心として独立を果たしたが、イギリス軍に占領されたためにやってきたロシア社会主義連邦ソビエト共和国の赤軍にバクーを陥落されてアゼルバイジャン・ソビエト社会主義共和国に発展的解消する。

## 歴史
1918年5月、民族主義政党のミュサヴァト党が中心となりギャンジャで独立宣言を行い、9月にはバクーを征服した。イスラーム教徒が主体となって樹立したイスラム世界初の共和国だが、政教分離、信教の自由を定めた世俗憲法を持ち、多党制による議会政治が図られた。1919年のパリ講和会議にも代表を派遣した。しかし、ナゴルノ・カラバフなどをめぐってアルメニア第一共和国と戦争に突入し、議会も多党制で安定せず、さらにバクーが石油の産出地であり軍事戦略的に重要な都市であったことから、政治的独立を維持することは極めて困難であった。1920年、赤軍によってバクーが征服されてソビエト政権が成立し、アゼルバイジャン民主共和国は2年ともたずに滅亡した。その後、ロシア共産党はアゼルバイジャンとグルジア、アルメニアを統一し、1922年末にザカフカース社会主義連邦ソビエト共和国を成立させた。